# Con il Buddha di Alessandro Magno
Con Il Buddha di Alessandro Magno (sottotitolo Dall'Ellenismo sull'Indo ai misteri del Tibet) è un libro di narrativa di viaggio dello scrittore italiano Mario Biondi pubblicato nel 2008

## Trama
In questo libro Biondi racconta i viaggi che tra 2005 e 2008 lo hanno portato a seguire le tracce del buddhismo che, incontratosi nel III secolo a.C. con l'ellenismo portato all'Indo da Alessandro Magno, ha prodotto l'arte del Gandhāra e poi ha proseguito nei secoli il suo viaggio fino alla Cina e oltre. Durante questi viaggi Biondi completa il percorso della Via della Seta da Khotan - parte già raccontata in Strada bianca per i Monti del Cielo - fino a Xi'an e Luoyang, capitali dell'Impero Cinese dove nell'antichità il famoso reticolo di vie commerciali aveva origine, quindi prosegue fino al Tibet

## Edizioni
- Mario Biondi, Con Il Buddha di Alessandro Magno. Dall'Ellenismo sull'Indo ai misteri del Tibet, Ponte alle Grazie, 2008,  pp. 316, ISBN 978-88-7928-986-3.